# Djursland
Djursland je dánský poloostrov v nejvýchodnější části Jutska, zasahující do průlivu Kattegat. Má rozlohu 1419 km² a žije na něm 80 000 obyvatel. Nacházejí se zde správní jednotky Norddjurs Kommune a Syddjurs Kommune v rámci regionu Midtjylland. Největším městem je Grenaa, dalšími významnými sídly jsou Ebeltoft, Rønde a Auning.
Pobřeží Djurslandu lemují písečné nebo oblázkové pláže, ve vnitrozemí je krajina zvlněná, nejvyšším kopcem je Agri Bavnehøj (137 m). Západovýchodním směrem prochází sníženina Kolindsund, dno jezera vyschlého od roku 1872. Oceánské podnebí s mírnými zimami a dostatkem srážek umožňuje pěstování obilí a řepky, nacházejí se zde také smrkové a borové lesy, v nichž žijí jeleni, lišky a jezevci. V jižní části poloostrova se rozkládá národní park Mols Bjerge, vyhlášený roku 2009 a tvořený převážně vřesovišti.
Djursland je oblíbeným prázdninovým letoviskem pro poklidnou venkovskou atmosféru a blízkost moře, kde lze provozovat koupání, rybaření i jachting, dánské zákony garantují každému volný přístup na pláže. Nachází se zde zábavní park Djurs Sommerland a tři zoologické zahrady, v Grenaa lze navštívit veřejné akvárium Kattegatcentret a muzeum motorových vozidel. Ebeltoft je známý svou původní architekturou, významnými historickými památkami jsou i zámek Rosenholm ze 16. století a zřícenina středověkého hradu Kalø. Na území Djurslandu leží také Aarhuské letiště.

## Fotogalerie

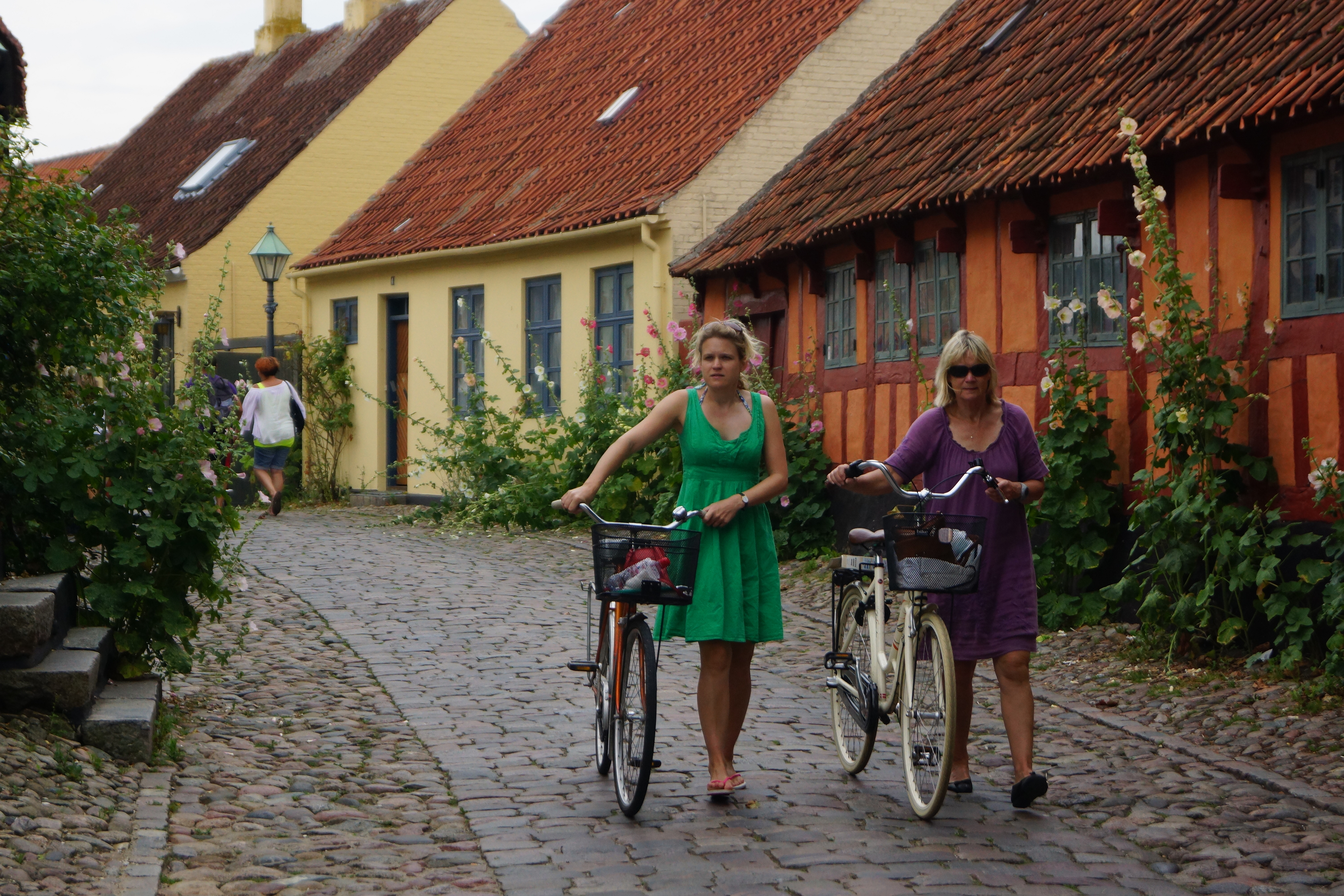
Ulička v Ebeltoftu
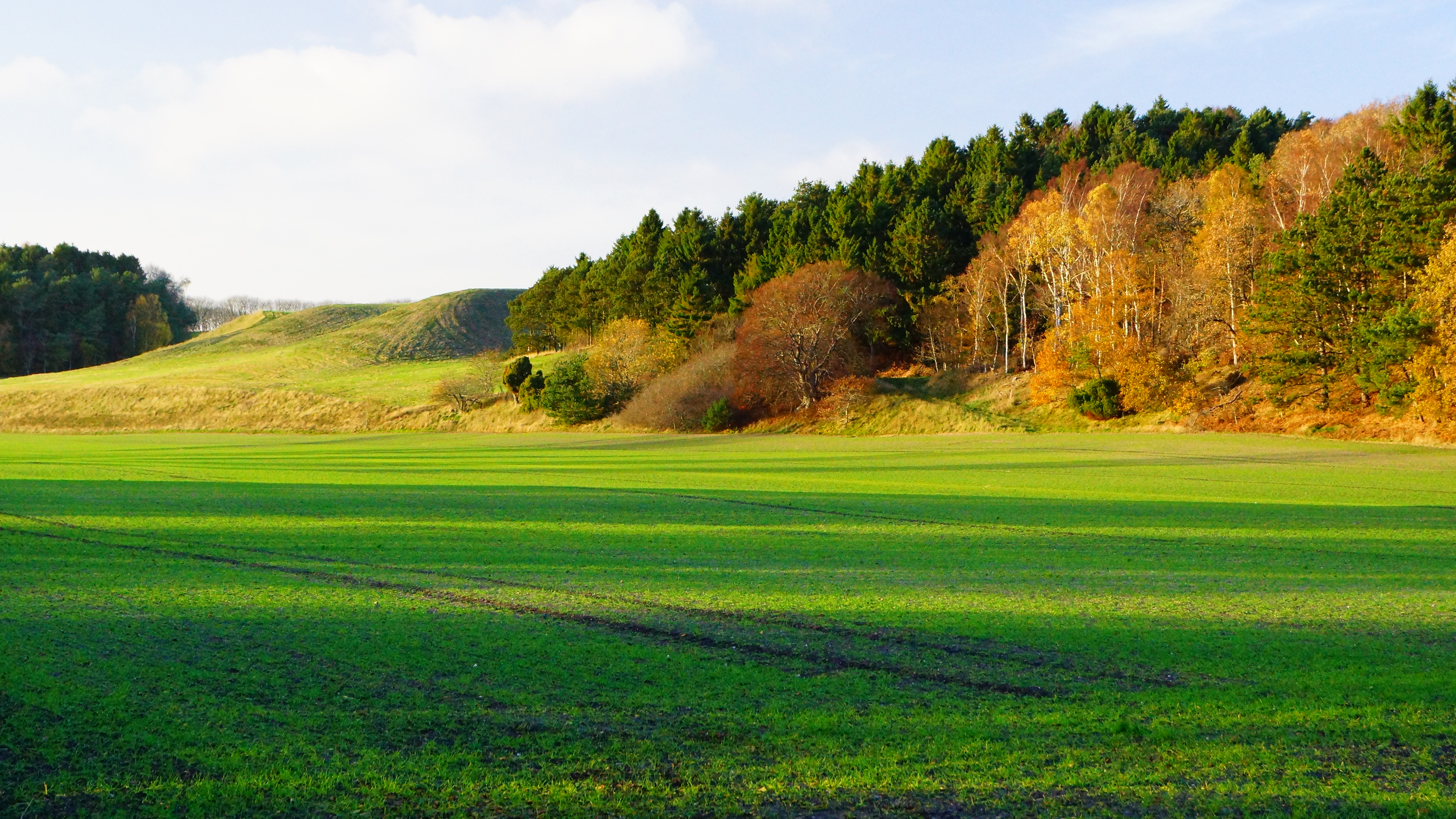
Kolindsund a okolní kopce
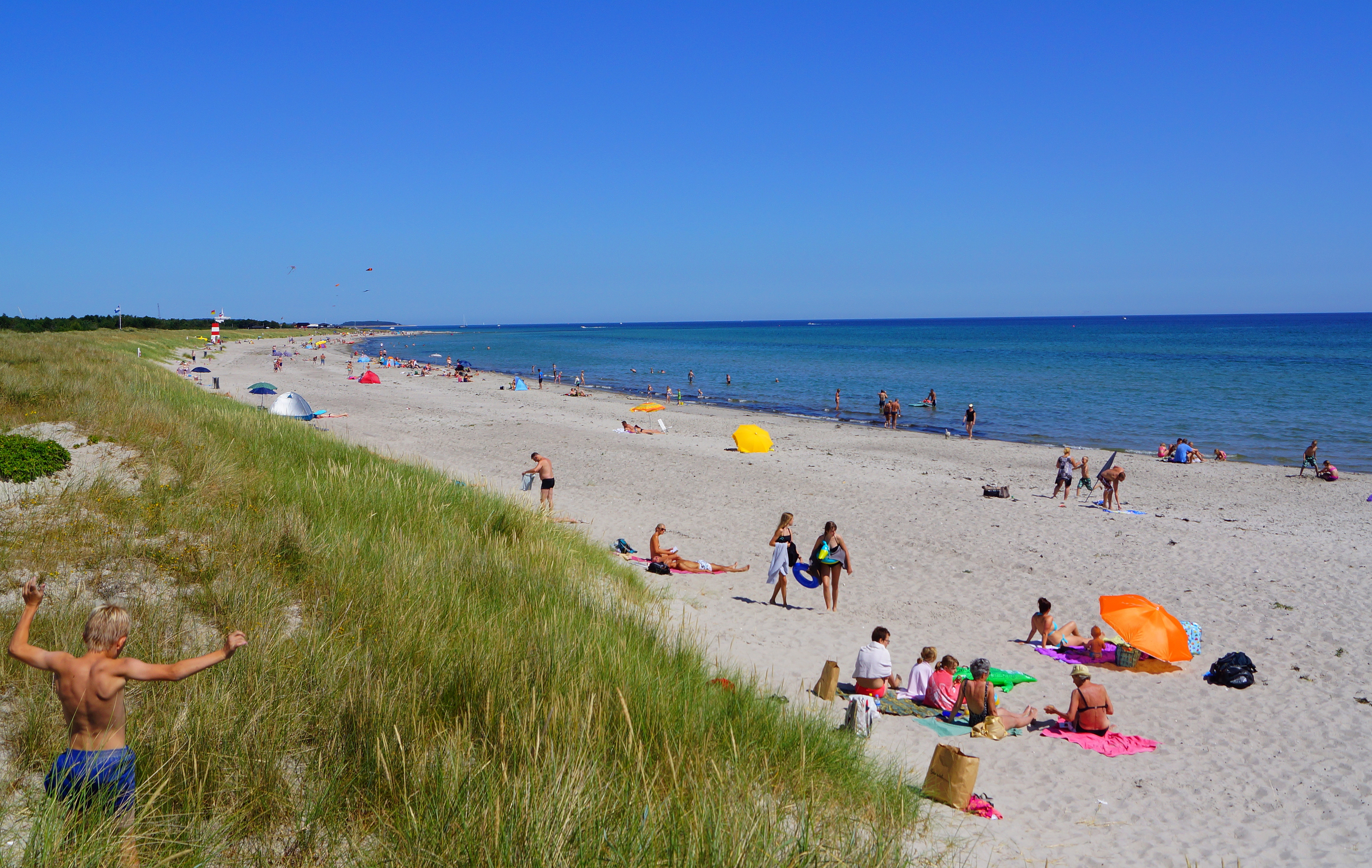
Pláž nedaleko Grenaa